# Albert Pick
Albert Pick (* 15. Mai 1922 in Köln; † 22. November 2015 in Garmisch-Partenkirchen) war ein Fachmann auf dem Gebiet des Papiergeldes. Der von ihm initiierte Standard Catalog of World Paper Money ist seit 1975 das Standardwerk für Papiergeldsammler auf der ganzen Welt.

## Leben  und Wirken
Schon 1930 begann Pick eine Sammlung von Banknoten und Notgeld anzulegen. Er studierte Philosophie, Literatur und Geschichte. 1946 gründete er den Kölner Universitätsverlag und arbeitete bis zu dessen Verkauf 1964 als Geschäftsführer. Als seine private Sammlung von damals 180.000 Scheinen für einen Privatsammler zu umfangreich geworden war, wurde die Sammlung Pick von der Bayerischen Hypotheken- und Wechsel-Bank übernommen. Pick betreute und erweiterte die Sammlung von 1964 bis 1985 als Kurator im Dienste der Bank. Die Sammlung wurde 2003 in die HVB Stiftung Geldscheinsammlung eingebracht. Er war auch vereidigter Sachverständiger für Papiergeld.
Auf Albert Pick geht der Name der Pick-Nummern zurück. Dies ist ein Nummern-System, mit dem Sammler jede Banknote eindeutig bezeichnen und bestimmen können.
Neben seinem bekanntesten Werk, dem Standard Catalog of World Paper Money, veröffentlichte Albert Pick zahlreiche Bücher im In- und Ausland und erhielt für seine Publikationen mehrere internationale Preise und Auszeichnungen.

## Veröffentlichungen (Auswahl)
- Papiergeld. Ein Handbuch für Sammler und Liebhaber (= Bibliothek für Kunst- und Antiquitätenfreunde. 47). Klinkhardt und Biermann, Braunschweig 1967, DNB 457809930.
- Papiergeldkatalog. Europa seit 1900. Battenberg, München 1970, DNB 730004058.
- Briefmarkengeld. Klinkhardt und Biermann, Braunschweig 1970, DNB 457809922.
- Papiergeld sammeln (= Kleine numismatische Bibliothek. 9). Battenberg, München 1971, DNB 730150402.
- Standard Catalog of World Paper Money. Battenberg u. a., München 1975, ISBN 0-87341-002-5.
- Das Papiergeld Bayerns. Staatspapiergeld, Banknoten und Notgeld. Geschichte und Katalog. Gietl, Regenstauf 1989, ISBN 3-924861-03-X.